# Cry Baby Tour
Cry Baby Tour fue la segunda gira musical de la cantante y compositora estadounidense Melanie Martinez, realizada para promocionar su primer álbum de estudio Cry Baby (2015). El recorrido comenzó el 26 de agosto de 2015 en Charlotte, Estados Unidos, y concluyó el 21 de noviembre de 2016 en Londres, Reino Unido. La gira fue anunciada oficialmente en julio de 2015, cuando se revelaron las primeras fechas para Norteamérica.

## Lista de canciones
La lista de canciones está ordenada al igual que el disco, con el fin de seguir la cronología de la narración de la historia del álbum.
1. «Cry Baby»
2. «Dollhouse»
3. «Sippy Cup»
4. «Carousel»
5. «Alphabet Boy»
6. «Soap»
7. «Training Wheels»
8. «Pity Party»
9. «Tag, You're It»
10. «Milk and Cookies»
11. «Pacify Her»
12. «Mrs. Potato Head»
13. «Mad Hatter»

Encore
1. «Play Date»
2. «Teddy Bear»
3. «Cake»

Nota
- Durante algunos conciertos Martinez interpretó «Gingerbread Man» antes de «Cake».

## Fechas de la gira

### Primera parte
| Norteamérica — Etapa I   |                  |                |                                          |                |
| 26 de agosto de 2015     | Charlotte        | Estados Unidos | Amos' Southend                           | Handsome Ghost |
| 27 de agosto de 2015     | Nashville        | Estados Unidos | High Watt                                | Handsome Ghost |
| 29 de agosto de 2015     | Atlanta          | Estados Unidos | Vinyl                                    | Handsome Ghost |
| 30 de agosto de 2015     | Orlando          | Estados Unidos | The Social                               | Handsome Ghost |
| 1 de septiembre de 2015  | Raleigh          | Estados Unidos | Lincoln Hall                             | Handsome Ghost |
| 2 de septiembre de 2015  | Howell           | Estados Unidos | Gamechanger World                        | Handsome Ghost |
| 3 de septiembre de 2015  | Boston           | Estados Unidos | Sinclair                                 | Handsome Ghost |
| 9 de septiembre de 2015  | Filadelfia       | Estados Unidos | World Café                               | Handsome Ghost |
| 10 de septiembre de 2015 | Hamden           | Estados Unidos | College Street Music Hall                | Handsome Ghost |
| 11 de septiembre de 2015 | Nueva York       | Estados Unidos | Highline Ballroom                        | Handsome Ghost |
| 13 de septiembre de 2015 | Washington D. C. | Estados Unidos | U Street Music Hall                      | Handsome Ghost |
| 14 de septiembre de 2015 | Cleveland        | Estados Unidos | The Cambridge Room at the House of Blues | Handsome Ghost |
| 15 de septiembre de 2015 | Pittsburgh       | Estados Unidos | Club AE                                  | Handsome Ghost |
| 16 de septiembre de 2015 | Columbus         | Estados Unidos | A and R Music Bar                        | Handsome Ghost |
| 18 de septiembre de 2015 | Detroit          | Estados Unidos | The Shelter                              | Handsome Ghost |
| 20 de septiembre de 2015 | Chicago          | Estados Unidos | Lincoln Hall                             | Handsome Ghost |
| 21 de septiembre de 2015 | Minneapolis      | Estados Unidos | Triple Rock Social Club                  | Handsome Ghost |
| 25 de septiembre de 2015 | Tucson           | Estados Unidos | The Rock                                 | Handsome Ghost |
| 27 de septiembre de 2015 | Santa Ana        | Estados Unidos | The Observatory                          | Handsome Ghost |
| 28 de septiembre de 2015 | West Hollywood   | Estados Unidos | Troubadour                               | Handsome Ghost |
| 29 de septiembre de 2015 | Santa Cruz       | Estados Unidos | The Catalyst                             | Handsome Ghost |
| 30 de septiembre de 2015 | San Francisco    | Estados Unidos | Great American Music Hall                | Handsome Ghost |
| 2 de octubre de 2015     | Vancouver        | Canadá         | The Media Club                           | Handsome Ghost |
| 3 de octubre de 2015     | Portland         | Estados Unidos | Hawthorne Theatre                        | Handsome Ghost |
| 4 de octubre de 2015     | Seattle          | Estados Unidos | Chop Suey                                | Handsome Ghost |
| 6 de octubre de 2015     | Denver           | Estados Unidos | Larimer Lounge                           | Handsome Ghost |
| 7 de octubre de 2015     | Denver           | Estados Unidos | Larimer Lounge                           | Handsome Ghost |
| 9 de octubre de 2015     | Kansas City      | Estados Unidos | The recordBar                            | Handsome Ghost |
| 10 de octubre de 2015    | San Luis         | Estados Unidos | Off Broadway                             | Handsome Ghost |
| 12 de octubre de 2015    | Dallas           | Estados Unidos | Cambridge Room at the House of Blues     | Handsome Ghost |
| 15 de octubre de 2015    | Nueva Orleans    | Estados Unidos | House of Blues                           | Handsome Ghost |
| 16 de octubre de 2015    | Birmingham       | Estados Unidos | Saturn Birmingham                        | Handsome Ghost |
| 18 de octubre de 2015    | Greensboro       | Estados Unidos | Blind Tiger                              | Handsome Ghost |
| 21 de octubre de 2015    | Milwaukee        | Estados Unidos | Turner Hall Ballroom                     | Handsome Ghost |
| 22 de octubre de 2015    | Lansing          | Estados Unidos | The Loft                                 | Handsome Ghost |
| 23 de octubre de 2015    | Grand Rapids     | Estados Unidos | The Stache at the Intersection           | Handsome Ghost |
| 26 de octubre de 2015    | Toronto          | Canadá         | Virgin Mobile Mod Club                   | Handsome Ghost |
| Sudamérica — Etapa II    |                  |                |                                          |                |
| 27 de noviembre de 2015  | São Paulo        | Brasil         | Carioca Club                             | —              |
| 29 de noviembre de 2015  | Río de Janeiro   | Brasil         | Miranda                                  | —              |

### Segunda parte
| Norteamérica — Etapa III |                   |                 |                                          |                          |
| 20 de febrero de 2016    | Seattle           | Estados Unidos  | The Showbox                              | Alvarez Kings            |
| 21 de febrero de 2016    | Vancouver         | Canadá          | Vogue Theatre                            | Alvarez Kings            |
| 23 de febrero de 2016    | Portland          | Estados Unidos  | McMenamin's Crystal Ballroom             | Alvarez Kings            |
| 25 de febrero de 2016    | San Francisco     | Estados Unidos  | The Regency Ballroom                     | Alvarez Kings            |
| 26 de febrero de 2016    | Los Ángeles       | Estados Unidos  | The Theatre at the Ace Hotel             | Alvarez Kings            |
| 28 de febrero de 2016    | Tempe             | Estados Unidos  | Marquee Theatre                          | Alvarez Kings            |
| 1 de marzo de 2016       | Dallas            | Estados Unidos  | South Side Music Hall                    | Alvarez Kings            |
| 2 de marzo de 2016       | Houston           | Estados Unidos  | The Ballroom at Warehouse Live           | Alvarez Kings            |
| 3 de marzo de 2016       | Austin            | Estados Unidos  | Emo's Austin                             | Alvarez Kings            |
| 5 de marzo de 2016       | Tampa             | Estados Unidos  | The Ritz Ybor                            | Alvarez Kings            |
| 6 de marzo de 2016       | Lake Buena Vista  | Estados Unidos  | House of Blues                           | Alvarez Kings            |
| 8 de marzo de 2016       | Atlanta           | Estados Unidos  | Buckhead Theatre                         | Alvarez Kings            |
| 9 de marzo de 2016       | Nashville         | Estados Unidos  | Cannery Ballroom                         | Alvarez Kings            |
| 11 de marzo de 2016      | Louisville        | Estados Unidos  | Mercury Ballroom                         | Alvarez Kings            |
| 12 de marzo de 2016      | Indianápolis      | Estados Unidos  | Egyptian Room at the Old National Centre | Alvarez Kings            |
| 13 de marzo de 2016      | St. Louis         | Estados Unidos  | The Pageant                              | Alvarez Kings            |
| 15 de marzo de 2016      | Kansas City       | Estados Unidos  | Arvest Bank Theatre at The Midland       | Alvarez Kings            |
| 16 de marzo de 2016      | St. Paul          | Estados Unidos  | Myth                                     | Alvarez Kings            |
| 17 de marzo de 2016      | Chicago           | Estados Unidos  | Vic Theatre                              | Alvarez Kings            |
| 19 de marzo de 2016      | Milwaukee         | Estados Unidos  | Riverside Theatre                        | Alvarez Kings            |
| 20 de marzo de 2016      | Royal Oak         | Estados Unidos  | Royal Oak Music Theatre                  | Alvarez Kings            |
| 21 de marzo de 2016      | Toronto           | Canadá          | Danforth Music Hall                      | Alvarez Kings            |
| 23 de marzo de 2016      | Montreal          | Canadá          | Club Soda                                | Alvarez Kings            |
| 24 de marzo de 2016      | Nueva York        | Estados Unidos  | Playstation Theatre                      | Alvarez Kings            |
| 26 de marzo de 2016      | Filadelfia        | Estados Unidos  | Trocadero Theatre                        | Alvarez Kings            |
| 28 de marzo de 2016      | Washington, D. C. | Estados Unidos  | 9:30 Club                                | Alvarez Kings            |
| 29 de marzo de 2016      | Boston            | Estados Unidos  | House of Blues                           | Alvarez Kings            |
| 31 de marzo de 2016      | Sayreville        | Estados Unidos  | Starland Ballroom                        | Alvarez Kings · Mainland |
| 4 de abril de 2016       | Orlando           | Estados Unidos  | House of Blues                           | Mainland                 |
| 5 de abril de 2016       | Atlanta           | Estados Unidos  | Buckhead Theatre                         | Mainland                 |
| 7 de abril de 2016       | Austin            | Estados Unidos  | Emo's Austin                             | Mainland                 |
| 9 de abril de 2016       | Dallas            | Estados Unidos  | South Side Music Hall                    | Mainland                 |
| 10 de abril de 2016      | Houston           | Estados Unidos  | Warehouse Life                           | Mainland                 |
| 13 de abril de 2016      | Tulsa             | Estados Unidos  | Cain's Ballroom                          | Mainland                 |
| 15 de abril de 2016      | Tempe             | Estados Unidos  | Marquee Theatre                          | Mainland                 |
| Europa — Etapa IV        |                   |                 |                                          | Mainland                 |
| 27 de abril de 2016      | Londres           | Reino Unido     | Heaven                                   | Alvarez Kings            |
| 29 de abril de 2016      | París             | Francia         | La Maroquinerie                          | Alvarez Kings            |
| 2 de mayo de 2016        | Ámsterdam         | Países Bajos    | Melkweg                                  | Alvarez Kings            |
| 3 de mayo de 2016        | Colonia           | Alemania        | Club Bahnhof Ehrenfeld                   | Alvarez Kings            |
| 4 de mayo de 2016        | Hamburgo          | Alemania        | Grünspan                                 | Alvarez Kings            |
| 7 de mayo de 2016        | Londres           | Reino Unido     | O2 Forum Kentish Town                    | —                        |
| Norteamérica — Etapa V   |                   |                 |                                          |                          |
| 13 de mayo de 2016       | Chula Vista       | Estados Unidos  | Sleep Train Amphitheatre                 | —                        |
| 11 de junio de 2016      | Wantagh           | Estados Unidos  | Nikon at Jones Beach Theater             | —                        |
| 18 de junio de 2016      | Mansfield         | Estados Unidos  | Xfinity Center                           | —                        |
| 19 de junio de 2016      | Búfalo            | Estados Unidos  | Canalside                                | —                        |
| 15 de julio de 2016      | San Francisco     | Estados Unidos  | Ca Great America                         | —                        |
| 16 de julio de 2016      | Sacramento        | Estados Unidos  | Ace of Spades                            | —                        |
| 21 de julio de 2016      | Providence        | Estados Unidos  | Lupos                                    | Handsome Ghost           |
| 24 de julio de 2016      | Pittsburgh        | Estados Unidos  | Satge AE                                 | Handsome Ghost           |
| 26 de julio de 2016      | Cleveland         | Estados Unidos  | House of Blues                           | Handsome Ghost           |
| 29 de julio de 2016      | Columbus          | Estados Unidos  | Express Live!                            | Handsome Ghost           |
| 31 de julio de 2016      | Montreal          | Canadá          | Osheaga                                  | —                        |
| 1 de agosto de 2016      | Portland          | Estados Unidos  | State Theatre                            | Handsome Ghost           |
| Oceanía — Etapa VI       |                   |                 |                                          |                          |
| 12 de agosto de 2016     | Auckland          | Nueva Zelanda   | Power Station                            | —                        |
| 14 de agosto de 2016     | Sídney            | Australia       | The Big Top at Luna Park                 | —                        |
| 16 de agosto de 2016     | Brisbane          | Australia       | The Tivoli                               | —                        |
| 19 de agosto de 2016     | Perth             | Australia       | Astor Theatre                            | —                        |
| Norteamérica — Etapa VII |                   |                 |                                          |                          |
| 19 de septiembre de 2016 | Norfolk           | Estados Unidos  | The Norva                                | Handsome Ghost           |
| 21 de septiembre de 2016 | Richmond          | Estados Unidos  | The National                             | Handsome Ghost           |
| 22 de septiembre de 2016 | Washington D. C.  | Estados Unidos  | Echostage                                | Handsome Ghost           |
| 25 de septiembre de 2016 | Nashville         | Estados Unidos  | Ryman Auditorium                         | Handsome Ghost           |
| 27 de septiembre de 2016 | Cincinnati        | Estados Unidos  | Bogarts                                  | Handsome Ghost           |
| 29 de septiembre de 2016 | Memphis           | Estados Unidos  | New Daisy Theatre                        | Handsome Ghost           |
| 3 de octubre de 2016     | Columbia          | Estados Unidos  | Jesse Auditorium                         | Handsome Ghost           |
| 5 de octubre de 2016     | Little Rock       | Estados Unidos  | Metroplex                                | Handsome Ghost           |
| 7 de octubre de 2016     | Oklahoma City     | Estados Unidos  | Diamond Ballroom                         | Handsome Ghost           |
| 20 de octubre de 2016    | Los Ángeles       | Estados Unidos  | Shrine Auditorium                        | Handsome Ghost           |
| 21 de octubre de 2016    | Las Vegas         | Estados Unidos  | The Joint at Hard Rock Hotel & Casino    | Handsome Ghost           |
| 24 de octubre de 2016    | Albuquerque       | Estados Unidos  | Sunshine Theatre                         | Handsome Ghost           |
| Europa — Etapa VIII      |                   |                 |                                          |                          |
| 5 de noviembre de 2016   | Lisboa            | Portugal        | Aula Magna                               | Alvarez Kings            |
| 6 de noviembre de 2016   | Madrid            | España          | Palacio de Vistalegre                    | Alvarez Kings            |
| 8 de noviembre de 2016   | Milán             | Italia          | Fabrique                                 | Alvarez Kings            |
| 9 de noviembre de 2016   | Colonia           | Alemania        | Live Music Hall                          | Alvarez Kings            |
| 10 de noviembre de 2016  | Múnich            | Alemania        | Muffathalle                              | Alvarez Kings            |
| 12 de noviembre de 2016  | Praga             | República Checa | Lucerna Music Bar                        | Alvarez Kings            |
| 13 de noviembre de 2016  | Berlín            | Alemania        | Huxley's                                 | Alvarez Kings            |
| 15 de noviembre de 2016  | Copenhague        | Dinamarca       | Vega                                     | Alvarez Kings            |
| 16 de noviembre de 2016  | Ámsterdam         | Países Bajos    | Paradiso                                 | Alvarez Kings            |
| 18 de noviembre de 2016  | Zúrich            | Suiza           | X-tra                                    | Alvarez Kings            |
| 21 de noviembre de 2016  | Londres           | Reino Unido     | Eventim Apollo                           | Alvarez Kings            |

### Conciertos cancelados
| Fecha                   | Ciudad     | País        | Lugar       | Motivo                                                         |
| ----------------------- | ---------- | ----------- | ----------- | -------------------------------------------------------------- |
| 19 de noviembre de 2016 | París      | Francia     | Le Trianon  | Conciertos cancelados por problemas de salud de la intérprete. |
| 23 de noviembre de 2016 | Mánchester | Reino Unido | O2 Ritz     | Conciertos cancelados por problemas de salud de la intérprete. |
| 24 de noviembre de 2016 | Birmingham | Reino Unido | O2 Institue | Conciertos cancelados por problemas de salud de la intérprete. |
| 25 de noviembre de 2016 | Brístol    | Reino Unido | O2 Academy  | Conciertos cancelados por problemas de salud de la intérprete. |
| 27 de noviembre de 2016 | Glasgow    | Reino Unido | O2 Academy  | Conciertos cancelados por problemas de salud de la intérprete. |
| 28 de noviembre de 2016 | Dublín     | Irlanda     | Olympia     | Conciertos cancelados por problemas de salud de la intérprete. |